# Nil-Saint-Vincent-Saint-Martin
Nil-Saint-Vincent-Saint-Martin is een gehucht in de Belgische provincie Waals-Brabant en een deelgemeente van Walhain. De plaats bestaat uit de vergroeide dorpen Nil-Saint-Vincent en Nil-Saint-Martin.

## Geschiedenis
Op de Ferrariskaart uit de jaren 1770 zijn de aangrenzende dorpen Nil St. Martin in het noorden en Nil St. Vincent in het zuiden weergegeven. In het zuidwesten is het gehucht Nil Abbese aangeduid en nog verder Nil Pierreux.
Op het eind van het ancien régime werden Nil-Saint-Vincent en Nil-Saint-Martin beide een zelfstandige gemeente. Bij Romeins decreet van 1812 werd de gemeente al samengevoegd in de gemeente Nil-Saint-Vincent-Saint-Martin.
In 1977 werd de gemeente een deelgemeente van Walhain.

## Demografische ontwikkeling
- Bronnen:NIS, Opm:1831 tot en met 1970=volkstellingen, 1976= inwonersaantal op 31 december

## Bezienswaardigheden
- De dorpen Saint-Vincent en Saint-Martin hebben beide kerken uit 1763.
- Het kasteel van Nil-Saint-Martin.
- In Nil-Pierreux bevindt zich de Toren van Alvaux, een donjonruïne uit de 13e eeuw.
- De Moulin d'Alvaux is een 19e-eeuwse watermolen.
- De Moulin de Tiège, een windmolen
- Het monument van het geografisch middelpunt van België.

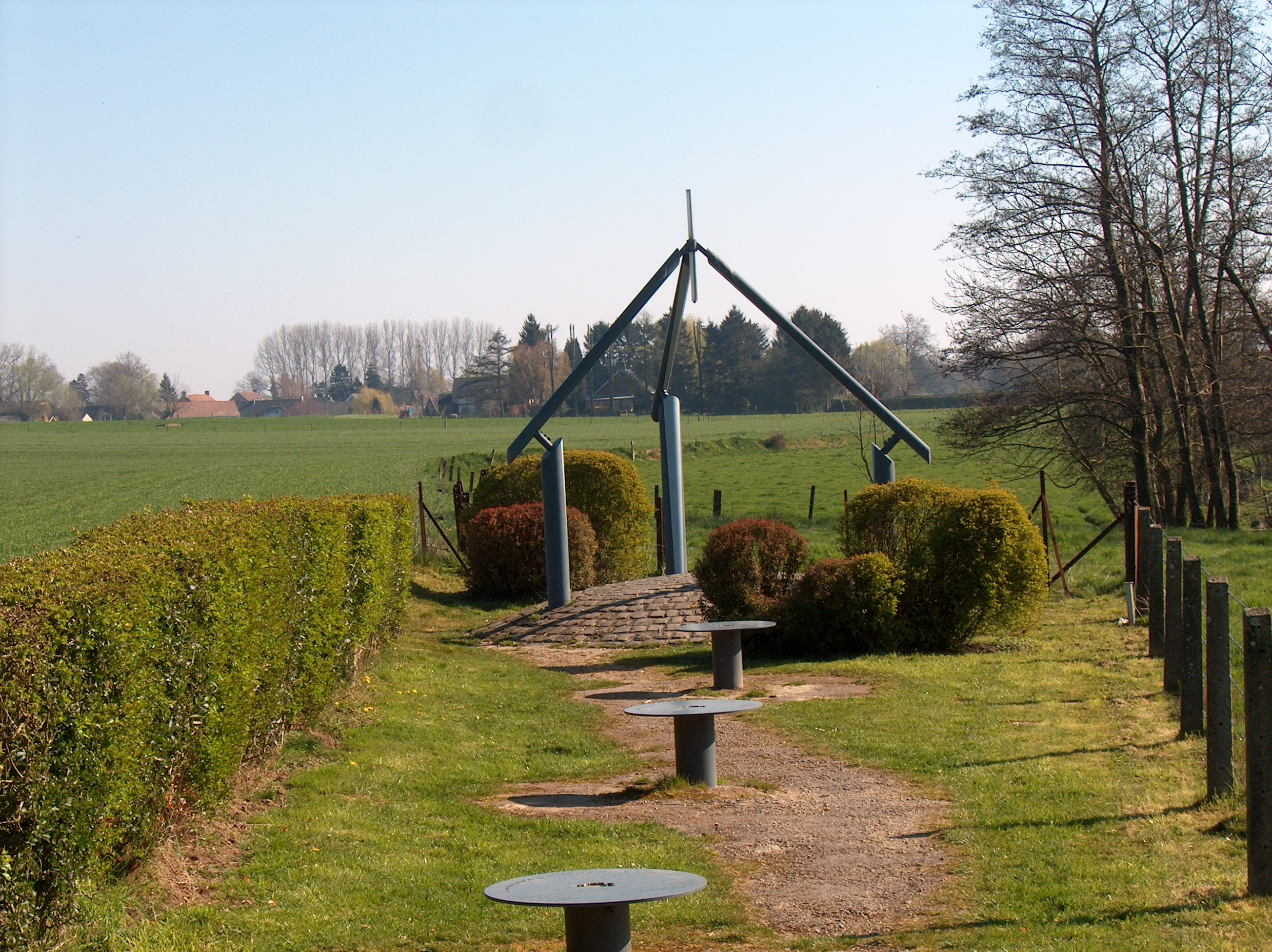
Monument van het geografisch middelpunt van België

Deelgemeenten: Nil-Saint-Vincent-Saint-Martin · Tourinnes-Saint-Lambert · Walhain-Saint-Paul

Overige dorpen en gehuchten: Lérinnes · Libersart · Nil-Abbesse · Nil-Pierreux · Nil-Saint-Martin · Nil-Saint-Vincent · Perbais · Saint-Lambert · Saint-Paul · Sart-lez-Walhain · Tourinnes-les-Ourdons

Belgische gemeenten · Arrondissement Nijvel · Waals-Brabant · Wallonië